# トランキライザーガン
『トランキライザーガン』(Tranquilizer Gun)は、セガが1980年に発表したアーケードゲームテレビゲームで、シューティングゲームとアクションゲーム両方の性質を備え持つ。
プレイヤーがハンターを操作し、猛獣に麻酔弾（トランキライザーは、正式には抗不安薬の意味）を撃って眠らせ、眠らせた猛獣を檻を牽引したトレーラーに運ぶ事が目的で、4種類の猛獣を眠らせると面クリアとなる。
ハンターが眠っていない猛獣に接触するとミスとなり、ハンターの数が0になるとゲームオーバー。面クリアをしなくてもハンターがミスしなければ、延々とプレイできる。
フィールドはジャングルの密林となっており、通路が迷路状になっている。スコアなどの表示の一部がジャングルの中に組み込まれているのが特徴。フィールド自体は一種類しかなく、面クリアをしても同じフィールドが現れる。
ゲームに使われている画面やキャラクタ、音などはいたってシンプルだが、この頃のセガのゲームの中で『ヘッドオン』『ディープスキャン』『侍』『モナコGP』と並び、よく知られたゲームの一つとして名を残した。家庭用にもいくつか移植されている。

## 登場キャラクター

### プレイヤー側
ハンター
プレイヤーの操るキャラクター。色は黄色。上下左右に動き、ボタンを押すと麻酔銃を発射する。
セガエイジス2500シリーズのアレンジ版では赤茶色の髪の女性に変更されている。
ジープ
後ろに檻付きのトレーラーを連結しており、色は水色が基本（燃料表示など一部は異なる）。ゲーム開始時は右下に到着する。
プレイヤーが乗ってレバーを動かせば、ジャングルの周囲を反時計回りに走行出来る（ただし燃料の減りが少し早くなる）。またジープに乗ったまま進行方向に麻酔銃を撃つ事も可能。
ジープには燃料を示す赤い数字があり、30からカウントダウンが始まる。これが残り03になると警報と共に点滅し、00になると猛獣達がハンターめがけて最短距離で迫って来る。こうなるとゲームのクリアは事実上不可能となる。
ジープに乗った状態で猛獣に接触してもミスとなる。ただしセガエイジス2500シリーズのアレンジ版ではミスにならない事がある。

### 猛獣
ジャングルのあちこちから出現し、通路を横切ったり往復する。出てくる瞬間にはキャラクタの一部分がチラリと見えるので、プレイヤーは捕獲位置を確保して戦略を考えることが出来る。
ヘビ
最初に登場している。色はピンク色。麻酔弾2発で眠り、横2文字分×縦2文字分の大きさ。
ゴリラ
最初に登場している。色は水色。麻酔弾3発で眠り、ヘビと同じ大きさ。またトレーラーに近づき、これまでにプレイヤーが捕まえた猛獣を全て逃がしてしまう。逃がされると警告音が鳴り、猛獣が一体ずつ減る。
ライオン
猛獣を二匹捕まえると登場。色はピンク色。麻酔弾4発で眠り、横3文字分×縦2文字分の大きさ。
ゾウ
猛獣を三匹捕まえると登場。色は水色。麻酔弾を5発当てないと眠らない最強の猛獣で、ライオンと同じ大きさ。
ハンターが眠らせた猛獣に触れると、猛獣を背負って運ぶモードに変わる。その時に制限時間が表示され、猛獣を運ぶ時は移動速度が遅くなる。背負った猛獣をジープに運べば得点となり、この時4種類の猛獣の数が揃えばジープの燃料が10増える。背負っている時に外周を通ると、背負っていた猛獣が外れてしまうが、ジープを移動させて回収する事もできる。
眠っている獲物の制限時間（麻酔）が切れると目を覚まし、怒ってハンターまで最短距離で突進してくるが、わざと怒らせて適切な位置で狙い撃つという上級テクニックもインストラクションカードに記載されている。
4匹の猛獣全てを眠らせるとボーナス点が入り一面クリア。ゲームは再度やり直しとなるが、単にプレイを重ねていくより猛獣の移動・眠らせた猛獣のカウントダウン・燃料の減り方が早くなる。

## サウンド
以下の7種類しかない。
- ジープの走行音
- ハンターの歩く音
- 銃を撃つ音
- 獲物をトレーラーに運んだ時（全ての猛獣を眠らせた時も同じ音を使用）
- 警告音（ゴリラが檻を開けた、または燃料が無い）※SG-1000版にはない
- 猛獣が怒った時（音がだんだん高くなる）※SG-1000版にはない
- ハンターが猛獣に捕まった

そのため、ゲーム中にプレイヤーが何もせず特殊な状況も発生していない場合は、サウンドが全く鳴らない。同ゲームはこうした静かで少ないサウンドが、ジャングルのイメージを醸し出していた。ゲームオーバー時も"GAME OVER"の字がゆっくり出るなど、静かな演出になっている。

## 裏技・バグなど
- 銃を一発撃ったら、発射ボタンを押しっぱなしにしていると燃料が減らない、という裏技である。ただし、発射ボタンを押しっぱなしにしているとハンターの移動ができない。
- ジープに乗っているとゴリラ以外の猛獣も、ゴリラが獲物を逃がすルートをなぞってハンターに迫って来る。この時ハンターがジープから降りると、近づきつつあった猛獣はトレーラーの背後まで瞬間移動し、ジャングルに消えて行く。
- 猛獣は眠らせた獲物に接触すると消えるため、眠らせた獲物を引っ張っているハンターが猛獣と接触したくない場合、途中で止まったりバックしたりして、眠らせた獲物に猛獣が必ず接触する様にするとよい。
- 4種の猛獣を眠らせ、ジープに運び込んでもボーナス点とジープの燃料補給が受けられるだけで面クリアとはならない。次のステージに行くには4種の猛獣を同時に眠らせなくてはならない。判り易く言えば、猛獣を眠らせてもジープに運び込まずそのままにして、次の猛獣を眠らせる。これを4回繰り返せば良い（画面上に4種の猛獣が眠った状態で表示される）。ただし、ライオンとゾウは猛獣をある程度捕獲しないと出て来ないので、いったん4種の猛獣全てを揃える（ジープに運び込む）必要がある。またこの方法で面クリアを繰り返しても3面、ないし4面クリアで強制ゲームオーバーになる。

## 亜流・移植など
- コピーゲームでは、以下の特徴を持つものが存在した。
  - インストラクションカードが「麻酔銃」
  - カラーリングが異なる（ジャングルの色が白など）
  - 特定のシーン（猛獣をジープに運んだ時、猛獣に捕まった時など）で特定の音楽が鳴る
- ドリームキャスト用ソフト『ダイナマイト刑事2』にもおまけソフトとして収録され、遊ぶ事ができる。
- PlayStation 2用ソフトにセガエイジス2500シリーズVol.23では『ヘッドオン』『ボーダーライン（英語版）』『コンゴボンゴ』『どきどきペンギンランド』を含む5つのゲームを収録。アレンジ版も追加され、このバージョンでは主人公のハンターが女性になり、猛獣以外に蜂や鳥などのキャラクターも追加され、トレーラーで敵キャラクターを飛ばす事もできる。
- 移植ではないがセガの大型筐体ゲーム『ジャンボ!サファリ』は、ジープに乗って投げ縄で猛獣を捕まえるゲームであり、年度とゲーム内容に開きはあるものの、当ゲームへのオマージュとなっている。
- 1983年にはコンパイルが「サファリハンティング」というタイトルでSG-1000に移植した。この移植版では、ヘビがピンク、ゴリラがイエロー、ライオンがレッド、ゾウがスカイブルー、ハンターがホワイトという配色となったが、ハンターの動きが鈍くなった。プログラムはじぇみに広野、グラフィックはPAC藤島が担当。

## その他
- ゲーム内容からして「現在では発売すると動物保護団体からクレームがつくかも知れない」と『マイコンBASICマガジン』のレトロゲーム紹介記事にてこのように評価されている[要文献特定詳細情報]。
- 本ゲームはコロコロコミックで連載されていたゲーム漫画『ゲームセンターあらし』では、エレクトリックサンダーを生み出すゲームの一つとして登場した。